# Hostice
Hostice (německy Hosterlitz) jsou částí obce Ruda nad Moravou v okrese Šumperk.

## Název
Název vesnice (vesnic) znělo původně Hostiz, bylo zprvu mužského rodu a bylo odvozeno od osobního jména Hostid, domácké podoby některého jména obsahujícího -host- (např. Hostimil, Hostivít, Čáhost, Malhost). Jeho význam byl "Hostidův majetek". Neobvyklost zakončení vedla ke změně do podoby Hostice doložené od 15. století podle jiných místních jmen zakončených na -ice. Německé jméno vzniklo z českého.

## Historie
Roku 1397 jsou doloženy vsi Velká a Malá Hostyz, o padesát let později Horní a Dolní Hostycz. Jedna z nich je roku 1489 uváděna jako pustá (podle legendy jedna část byla zničena povodní a druhá byla na její místo rozšířena.), mohlo jít o dnešní vísku Pustá na horním konci Hostic.

## Obyvatelstvo

### Počet obyvatel
Počet obyvatel Hostic podle sčítání nebo jiných úředních záznamů:
| rok            | 1869 | 1880 | 1890 | 1900 | 1910 | 1921 | 1930 | 1950 | 1961 | 1970 | 1980 | 1991 | 2001 | 2011 |
| -------------- | ---- | ---- | ---- | ---- | ---- | ---- | ---- | ---- | ---- | ---- | ---- | ---- | ---- | ---- |
| počet obyvatel | 710  | 718  | 843  | 841  | 848  | 799  | 789  | 529  | 577  | 529  | 474  | 450  | 489  | 450  |

### Počet domů
Počet domů v Hosticích podle sčítání nebo jiných úředních záznamů:
| rok        | 1869 | 1880 | 1890 | 1900 | 1910 | 1921 | 1930 | 1950 | 1970 | 1980 | 1991 | 2001 | 2011 |
| ---------- | ---- | ---- | ---- | ---- | ---- | ---- | ---- | ---- | ---- | ---- | ---- | ---- | ---- |
| počet domů | 105  | 109  | 110  | 120  | 118  | 119  | 141  | 147  | 135  | 123  | 156  | 158  | 169  |

## Osobnosti
Anežka Šulová (1877 - 1954) - spisovatelka a sběratelka lidových předmětů